# Établissement rural de Chalski
L'établissement rural de Chalski (en russe : Шальское сельское поселение) est une entité municipale de Russie formée en 2006, du raïon de Poudoj dans la république de Carélie. Son siège administratif est le hameau de Chalski.

## Géographie
L'établissement rural se situe dans le raïon de Poudoj, un des raïons de la république de Carélie,,,,. Le raïon et la république se trouvent dans le nord de la Russie européenne.
La municipalité de Chalski a une superficie de 1 006,52 km2.
Chalski est bordé au nord par Avdejevo du raïon de Poudoj, à l'Est par Poudoj, au sud par Krasnoborsk et a l'ouest par le lac Onega.
Chalski est arrosé par, entre-autres, les rivières Šalitsa, Jalganda, Suma-Šalskaja et Šunduksa. Ses lacs principaux de Pälmä sont Ižgora, Sarozero, Lembozero, Bolšoje Kindožskoje, Maloje Kindožskoje, Dolgoe, Krugloje et Šalskoje.

## Population
Recensements (*) et estimations de la population,:
| 2010* | 2021* | 2023  | - |
| ----- | ----- | ----- | - |
| 2 537 | 1 508 | 1 380 | - |

## Localités
L'établissement rural compte 11 localités,,,.
| Nom               | Nom russe       | Statut    | Population (2013) |
| ----------------- | --------------- | --------- | ----------------- |
| Botchilovo        | Бочилово        | hameau    | 10                |
| Botchilovo        | Бочилово        | possiolok | 469               |
| Kachino           | Кашино          | possiolok | 84                |
| Neftebaza         | Нефтебаза       | possiolok | 9                 |
| Novo-Stekliannoïe | Ново-Стеклянное | possiolok | 731               |
| Rogozinskaïa      | Рогозинская     | hameau    | 2                 |
| Semionovo         | Семёново        | hameau    | 148               |
| Terebovskaïa      | Теребовская     | hameau    | 14                |
| Chla Pristan      | Шала Пристань   | possiolok |                   |
| Chaloukha         | Шалуха          | possiolok | 1                 |
| Chalski           | Шальский        | possiolok | 1605              |
| Ilinskaïa         | Ильинская       | hameau    | 0                 |
| Kazytchenskaïa    | Казыченская     | hameau    | 59                |
| Karmanovskaïa     | Кармановская    | hameau    | 63                |
| Kouzra            | Кузра           | possiolok | 91                |
| Kouzminskaïa      | Кузьминская     | hameau    | 3                 |
| Kourba            | Курба           | possiolok | 275               |
| Lavrovo           | Лаврово         | hameau    | 6                 |
| Lachkovo          | Лашково         | hameau    | 7                 |
| Loukinskaïa       | Лукинская       | hameau    | 197               |
| Makarievskaïa     | Макарьевская    | hameau    | 5                 |
| Martemianovskaïa  | Мартемьяновская | hameau    | 8                 |
| Matrionovchtchina | Матрёновщина    | hameau    | 1                 |
| Minitskaïa        | Миницкая        | hameau    | 38                |
| Nekrassovo        | Некрасово       | hameau    | 1                 |
| Nikoulinskaïa     | Никулинская     | hameau    | 11                |
| Norguino          | Норгино         | hameau    | 37                |
| Ojegovskaïa       | Ожеговская      | hameau    | 7                 |
| Pioldouchi        | Пёлдуши         | hameau    | 4                 |
| Savinskaïa        | Савинская       | hameau    | 12                |
| Sredniaïa         | Средняя         | hameau    | 5                 |
| Toumazy           | Тумазы          | hameau    | 6                 |
| Fiodorovskaïa     | Фёдоровская     | hameau    | 4                 |
| Fenkovo           | Феньково        | hameau    | 8                 |
| Kholodny Routcheï | Холодный Ручей  | hameau    | 6                 |
| Tchourroutcheï    | Чурручей        | hameau    | 0                 |
| Chondovitchi      | Шондовичи       | hameau    | 49                |
| Iaroslavitchi     | Ярославичи      | hameau    | 187               |